# 現任日本政令指定都市市長列表

政令指定都市位置示意圖

政令指定都市是日本現行的城市自治制度之一。根據《地方自治法》，凡法定人口在50万人以上的城市可以經日本政府的政令設為政令指定都市。政令指定都市制度自1956年（昭和31年）开始实施，可拥有较一般的市更多原本属于都道府县的权限。日本各政令指定都市的市長自2003年（平成15年）12月21日起設立了指定都市市長會，以共同探討關於政令指定都市的地方分權、財政等問題。
現任日本政令指定都市市長中，濱松市長鈴木康友任職時間最長，自2007年5月1日起任職，且4次當選，迄今17年318天；而静岡市長難波喬司則任職時間最短，自2023年4月13日任職，迄今1年336天。政令指定都市市長中最年長者是名古屋市長河村隆之，生於1948年11月3日，今年76岁；而最年輕者則是大阪市長横山英幸，生於1981年5月13日，今年43岁。

## 政令指定都市市長列表
| 都道府县 | 城市     | 市長          | 上任日期 （任职时间）        | 出生日期 （歲數）       | 所属政黨   | 當選屆數 | 資料來源             |
| -------- | -------- | ------------- | ---------------------------- | ----------------------- | ---------- | -------- | -------------------- |
| 北海道   | 札幌市   | 秋元克廣      | 2015年5月2日 （9年317天）    | 1956年2月2日 （69岁）   | 無黨籍     | 2        | [ 5 ] [ 6 ] [ 7 ]    |
| 宮城縣   | 仙台市   | 郡和子        | 2017年8月22日 （7年205天）   | 1957年3月31日 （67岁）  | 無黨籍     | 2        | [ 8 ] [ 9 ] [ 10 ]   |
| 埼玉縣   | 埼玉市   | 清水勇人      | 2009年5月27日 （15年292天）  | 1962年3月25日 （62岁）  | 無黨籍     | 4        | [ 11 ] [ 12 ] [ 13 ] |
| 千葉縣   | 千葉市   | 神谷俊一      | 2021年3月22日 （3年358天）   | 1973年8月31日 （51岁）  | 無黨籍     | 1        | [ 14 ]               |
| 神奈川縣 | 横濱市   | 山中竹春      | 2021年8月30日 （3年197天）   | 1972年9月27日 （52岁）  | 無黨籍     | 1        | [ 15 ]               |
| 神奈川縣 | 川崎市   | 福田紀彥      | 2013年11月19日 （11年116天） | 1972年4月20日 （52岁）  | 無黨籍     | 3        | [ 16 ] [ 17 ] [ 18 ] |
| 神奈川縣 | 相模原市 | 本村賢太郎    | 2019年4月22日 （5年327天）   | 1970年4月17日 （54岁）  | 無黨籍     | 1        | [ 19 ] [ 20 ]        |
| 新潟縣   | 新潟市   | 中原八一      | 2018年11月19日 （6年116天）  | 1959年4月25日 （65岁）  | 無黨籍     | 1        | [ 21 ] [ 22 ] [ 23 ] |
| 靜岡縣   | 靜岡市   | 難波喬司      | 2023年4月13日 （1年336天）   | 1956年7月20日 （68岁）  | 無黨籍     | 1        | [ 24 ] [ 25 ] [ 26 ] |
| 靜岡縣   | 濱松市   | 鈴木康友      | 2007年5月1日 （17年318天）   | 1957年8月23日 （67岁）  | 無黨籍     | 4        | [ 27 ] [ 28 ] [ 29 ] |
| 愛知縣   | 名古屋市 | 河村隆之 （河村たかし） | 2009年4月28日 （15年321天）  | 1948年11月3日 （76岁）  | 減稅日本   | 5        | [ 30 ] [ 31 ] [ 32 ] |
| 京都府   | 京都市   | 門川大作      | 2008年2月25日 （17年18天）   | 1950年11月23日 （74岁） | 無黨籍     | 4        | [ 33 ] [ 34 ] [ 35 ] |
| 大阪府   | 大阪市   | 横山英幸      | 2023年4月10日 （1年339天）   | 1981年5月13日 （43岁）  | 大阪維新會 | 1        | [ 36 ] [ 37 ]        |
| 大阪府   | 堺市     | 永藤英機      | 2019年6月10日 （5年278天）   | 1976年7月13日 （48岁）  | 大阪維新會 | 1        | [ 38 ] [ 39 ] [ 40 ] |
| 兵庫縣   | 神戶市   | 久元喜造      | 2013年11月20日 （11年115天） | 1954年2月1日 （71岁）   | 無黨籍     | 3        | [ 41 ] [ 42 ] [ 43 ] |
| 岡山縣   | 岡山市   | 大森雅夫      | 2013年10月9日 （11年157天）  | 1954年2月25日 （71岁）  | 無黨籍     | 3        | [ 44 ] [ 45 ] [ 46 ] |
| 廣島縣   | 廣島市   | 松井一實      | 2011年4月14日 （13年335天）  | 1953年1月8日 （72岁）   | 無黨籍     | 4        | [ 47 ] [ 48 ] [ 49 ] |
| 福岡縣   | 北九州市 | 武内和久      | 2023年2月20日 （2年23天）    | 1971年4月19日 （53岁）  | 無黨籍     | 1        | [ 50 ]               |
| 福岡縣   | 福岡市   | 高島宗一郎    | 2010年12月7日 （14年98天）   | 1974年11月1日 （50岁）  | 無黨籍     | 3        | [ 51 ] [ 52 ] [ 53 ] |
| 熊本縣   | 熊本市   | 大西一史      | 2015年5月2日 （9年317天）    | 1967年12月9日 （57岁）  | 無黨籍     | 2        | [ 54 ] [ 55 ] [ 56 ] |

## 外部連結
- 指定都市市長會（页面存档备份，存于）